# Philochortus intermedius
Espèce
Philochortus intermedius est une espèce de sauriens de la famille des Lacertidae.

## Répartition
Cette espèce se rencontre au Kenya, en Somalie et en Éthiopie.
Sa présence est incertaine au Soudan.

## Liste des sous-espèces
Selon The Reptile Database (3 février 2013) :
- Philochortus intermedius intermedius Boulenger, 1917
- Philochortus intermedius rudolfensis Parker, 1932

## Publications originales
- Boulenger, 1917 : On the lizards of the genus Philochortus Matschie. Proceedings of the Zoological Society of London, vol. 1917, p. 145-157 (texte intégral).
- Parker, 1932 : Scientific results of the Cambridge expedition to the east African lakes, 1930-31. 5. Reptiles and amphibians. The Journal of the Linnean Society of London. Zoology, vol. 38, p. 213-229.